# Graeme Fish
Graeme Fish (Moose Jaw, Canada, 23 augustus 1997) is een Canadese langebaanschaatser die gespecialiseerd is in de lange afstanden.

## Carrière
Fish debuteerde in 2017 bij de wereldbekerwedstrijden in Stavanger met een 14e plek in de B-groep. Op 14 februari 2020 werd Fish wereldkampioen bij de WK Afstanden in de Utah Olympic Oval in Salt Lake City, op de 10.000 meter reed hij het wereldrecord van landgenoot Ted-Jan Bloemen uit de boeken met een tijd van 12.33,86. Eén dag eerder pakte hij al een bronzen medaille op de 5000 meter achter Bloemen en Sven Kramer in een nieuw persoonlijk record. Fish is op de WK Afstanden, die sinds 1996 worden verreden, de eerste niet-Nederlandse wereldkampioen op de 10.000 meter. 
Fish sloeg in het daaropvolgende seizoen 2020-2021 alle internationale wedstrijden over als gevolg van de Coronapandemie. Fish wenste daardoor niet naar het buitenland te reizen. Het daaropvolgende seizoen raakte Fish juist besmet met corona bij wedstrijden in het Noorse Stavanger. Fish moest daarop in quarantaine.

## Records

### Persoonlijke records
| Afstand      | Tijd      | Datum            | Baan           |
| ------------ | --------- | ---------------- | -------------- |
| 500 meter    | 38,33     | 10 februari 2017 | Calgary        |
| 1000 meter   | 1.13,73   | 27 november 2016 | Calgary        |
| 1500 meter   | 1.49,70   | 3 januari 2020   | Calgary        |
| 3000 meter   | 0 3.44,44 | 28 december 2019 | Calgary        |
| 5000 meter   | 0 6.06,32 | 13 februari 2020 | Salt Lake City |
| 10.000 meter | 12.33,86  | 14 februari 2020 | Salt Lake City |

### Wereldrecords
| Nr. | Afstand      | Tijd     | Datum            | Baan           |
| --- | ------------ | -------- | ---------------- | -------------- |
| 1.  | 10.000 meter | 12.33,86 | 14 februari 2020 | Salt Lake City |

## Resultaten
| Jaar | WK Afstanden          | Olympische Spelen |
| ---- | --------------------- | ----------------- |
| 2019 | 14e 5000m 7e 10.000m  |                   |
| 2020 | 5000m · 10.000m       |                   |
|      |                       |                   |
| 2022 |                       | 6e 10.000m        |
| 2023 | 13e 5000m 5e 10.000m  |                   |
| 2024 | 10.000m               |                   |
| 2025 | 13e 5000m 11e 10.000m |                   |